# Erebia prometheus
Erebia prometheus är en fjärilsart som beskrevs av Tshetverikov 1937. Erebia prometheus ingår i släktet Erebia och familjen praktfjärilar. Inga underarter finns listade i Catalogue of Life.